# Mandevilla tubiflora
Mandevilla tubiflora är en oleanderväxtart som först beskrevs av Carl Friedrich Philipp von Martius och Gal., och fick sitt nu gällande namn av R. E. Woodson. Mandevilla tubiflora ingår i släktet Mandevilla och familjen oleanderväxter. Inga underarter finns listade i Catalogue of Life.